# Николаевка (приток Чети)
Николаевка — река в Тюхтетском районе Красноярского края России. Устье реки находится в 304 км по левому берегу реки Четь. Длина реки составляет 50 км.

## Данные водного реестра
По данным государственного водного реестра России относится к Верхнеобскому бассейновому округу, водохозяйственный участок реки — Чулым от г. Ачинск до водомерного поста села Зырянское, речной подбассейн реки — Чулым. Речной бассейн реки — (Верхняя) Обь до впадения Иртыша.
Код объекта в государственном водном реестре — 13010400212115200019634.